# 谷地町
谷地町（やちまち）は、かつて山形県西村山郡にあった町。

## 沿革
- 1889年（明治22年）4月1日 - 町村制施行に伴い西村山郡谷地村が村制施行し、谷地村（やちむら）が発足。
- 1896年（明治29年）4月2日 - 町制施行し谷地町となる。
- 1954年（昭和29年）10月1日 - 西村山郡西里村、溝延村、北谷地村と合併し、河北町となり消滅。